# Гигантска пърхутка
Гигантската пърхутка, още Голяма планинска пърхутка (Calvatia gigantea), е вид базидиева гъба с ядливо плодно тяло. Поради огромните си размери, гъбата е добре позната и се продава на пазара. При тази гъба спорообразуващия слой се нарича глеба и се съхранява в самото плодно тяло, обградено от двуслойна обвивка наричана перидиум.
Отначало месото и обвивката на гигантската пърхутка са бели. При узряването на спорите, спороносният слой пожълтява и по-късно покафенява докато обвивката също потъмнява и се пропуква. Тогава споровата маса става прахообразна. При натиск или падане на дъждовни капки спорите се мобилизират и излитат през пукнатините. В основата на плодното тяло често се откриват белите нишки на мицела. При остарелите екземпляри тази връзка с мицела се прекратява. Максималното тегло на една гигантска пърхутка е около 10 kg, а максималният диаметър е около 80 cm.
Гъбата плододава през лятото и есента и се среща рядко. Предпочита градини, паркове и пасища близо до широколистна гора и често расте на самодивски кръгове. Поради впечатляващите си размери, трудно се бърка с други видове. Новопоникналите гигантски пърхутки може да се сбъркат с други пърхутки и дори неразвити бели печурки и мухоморки.
Употребява се докато месото е още съвсем бяло и веднага след откъсване. Нарязва се на плочки които се панират или леко запържват.
След узряване тялото на гъбата става кафеникаво и под обвивката му спорите с размер 3 – 5 μm стават прахообразни. Спорите съдържат химически съединения от групата на пеницилиновите антибиотици и имат антимикробно и антибактериално действие, установено чрез алкохолен извлек 
|  |  |